# Józef Dergham Khazen z Ghosty
Józef Dergham Khazen z Ghosty (zm. 13 maja 1742) – duchowny katolicki kościoła maronickiego, w latach 1733–1742 60. patriarcha tego kościoła - "maronicki patriarcha Antiochii i całego Wschodu". W 1736 roku zwołał synod w Louaizeh.